# K5 League Busan/Gyeongsangnam-do 2019
Die K5 League Busan/Gyeongsangnam-do 2019 war die erste Spielzeit als höchste Amateurspielklasse und die erste Spielzeit insgesamt im südkoreanischen Fußball gewesen. Die Saison begann im April und endete im Oktober. Anschließend folgten die Play-off-Spiele.

## Teilnehmer und ihre Spielstätten
| Team                                  | Stadt                                 | Heimstadion | In der Liga seit                      | Vorjahresplatzierung                  |                                       |
| K5 League Busan/Gyeongsangnam-do 2019 | K5 League Busan/Gyeongsangnam-do 2019 | K5 League Busan/Gyeongsangnam-do 2019                                                                                  | K5 League Busan/Gyeongsangnam-do 2019 | K5 League Busan/Gyeongsangnam-do 2019 | K5 League Busan/Gyeongsangnam-do 2019 |
| ------------------------------------- | ------------------------------------- | --- | ------------------------------------- | ------------------------------------- | ------------------------------------- |
| Gimhae Jaemiks FC                     | Gimhae                                | Yangsan-Stadion Busan-Buk-gu-Hwamyeong-Sportplatz Gimhae High School of Life Science-Sportplatz Changwon-Fußballcenter | 2019                                  | Aufsteiger aus der K6 League          |                                       |
| Changwon Ungsan FC                    | Changwon                              | Yangsan-Stadion Busan-Buk-gu-Hwamyeong-Sportplatz Gimhae High School of Life Science-Sportplatz Changwon-Fußballcenter | 2019                                  | Aufsteiger aus der K6 League          |                                       |
| Yangsan Eogok FC                      | Yangsan                               | Yangsan-Stadion Busan-Buk-gu-Hwamyeong-Sportplatz Gimhae High School of Life Science-Sportplatz Changwon-Fußballcenter | 2019                                  | Aufsteiger aus der K6 League          |                                       |
| Dongnaegu Myeongnyung                 | Busan-Dongnae-gu                      | Yangsan-Stadion Busan-Buk-gu-Hwamyeong-Sportplatz Gimhae High School of Life Science-Sportplatz Changwon-Fußballcenter | 2019                                  | Aufsteiger aus der K6 League          |                                       |
| Jingu Buk Busan FC                    | Busan-Buk-gu                          | Yangsan-Stadion Busan-Buk-gu-Hwamyeong-Sportplatz Gimhae High School of Life Science-Sportplatz Changwon-Fußballcenter | 2019                                  | Aufsteiger aus der K6 League          |                                       |
| Busan Seogu Toseong FC                | Busan-Seo-gu                          | Yangsan-Stadion Busan-Buk-gu-Hwamyeong-Sportplatz Gimhae High School of Life Science-Sportplatz Changwon-Fußballcenter | 2019                                  | Aufsteiger aus der K6 League          |                                       |

## Reguläre Saison
| Pl. | Verein                     | Sp. | S | U | N | Tore    | Diff. | Punkte |
| --- | -------------------------- | --- | - | - | - | ------- | ----- | ------ |
| 1.  | Gimhae Jaemiks FC (N)      | 5   | 5 | 0 | 0 | 018:200 | +16   | 15     |
| 2.  | Changwon Ungsan FC (N)     | 5   | 3 | 1 | 1 | 009:500 | +4    | 10     |
| 3.  | Yangsan Eogok FC (N)       | 5   | 2 | 1 | 2 | 011:100 | +1    | 07     |
| 4.  | Jingu Buk Busan FC (N)     | 5   | 2 | 0 | 3 | 006:100 | −4    | 06     |
| 5.  | Dongnaegu Myeongnyung (N)  | 5   | 1 | 0 | 4 | 006:140 | −8    | 03     |
| 6.  | Busan Seogu Toseong FC (N) | 5   | 1 | 0 | 4 | 004:130 | −9    | 03     |

| Zum 5. Spieltag:                                                                                            |  |
| Qualifikation zur K5-League-Meisterschaft und Qualifikation zum Korean FA Cup 2020 Abstieg in die K6 League |  |
| |  |
| Zum Saisonende 2018:                                                                                        |  |
| (N) Aufsteiger aus der K6 League                                                                            |  |

## Statistik

### Torschützenliste
Bei gleicher Anzahl von Treffern sind die Spieler alphabetisch geordnet.
| 01                       |
| Stand: Saisonbeginn 2019 |